# Frankendorf (Oberndorf bei Beilngries)
Frankendorf ist ein abgegangenes Dorf, das bei Oberndorf lag, einem heutigen Ortsteil der Stadt Beilngries im oberbayerischen Landkreis Eichstätt.

## Lage
Oberndorf liegt östlich des Sulztales, westlich der Weißen Laaber und nördlich des Ottmaringer Tales auf der Hochfläche der südlichen Frankenalb im Naturpark Altmühltal. Das untergegangene Frankendorf muss nahe an Oberndorf gelegen haben. 

## Geschichte
Frankendorf (= Dorf des Franko), das wohl nur aus drei oder vier Höfen bestand, war alter Eichstätter Besitz und wurde in der Auseinandersetzung des Eichstätter Bischofs mit Bayern um das Erbe der Hirschberger Grafen 1305 im Gaimersheimer Schiedsspruch als Teil des unteren eichstättischen Hochstifts bestätigt. Die Höfe waren als Lehen vergeben. 1414 kam ein Hof durch Verkauf des Baltasar Muracher an den Bischof zurück. 1447 erscheint dieser Hof unter Bezeichnung „Frankenhof“ als geteilter Hof, der an Kunz Rüger und Kunz Hofer in Oberndorf verlehnt war; offenbar war der Hof schon ohne Baulichkeiten und wurde von den beiden Oberndorfern als Nebengut betrieben. Es scheint also, dass der Ort bereits im Mittelalter aufgehört hat, eine selbständige Siedlung zu sein. 1644 besaß der Beilngrieser Rotgerber Martin Lederer die eine Hälfte; die andere war an die Pfarrkirche zu Dietfurt an der Altmühl gekommen und von Oberndorfer Bauern in Pacht genommen.
In Frankendorf muss es auch Adelsbesitz oder Adelslehen gegeben haben, denn der Regensburger Bürger Walter Kufras kaufte einen Hof zu Frankendorf und schenkte ihn 1318 dem Benediktiner-Kloster Plankstetten. Auch dieser Hof wurde geteilt. Der Bauer Ul Has, der 1463 den „oberen“, größeren Hof besaß, hatte 36 Metzen Korn und Haber an Abgaben an das Kloster abzuführen. Das andere Anwesen hatte Ul Andreas als „Erbhof“ inne. Er hatte 14 Metzen Korn und Haber jährlich nach Plankstetten zu geben. Im Plankstetter Salbuch von 1646 sind die Frankendorfer Höfe mit Ausnahme eines Feldlehens, das ein Oberndorfer für zwölf Metzen Korn und Haber innehatte und wohl ein Überbleibsel des Erbhofes des Ul Andreas von 1463 war, nicht mehr vermerkt; ihre Baulichkeiten scheinen im Dreißigjährigen Krieg untergegangen zu sein. Nach anderer Ansicht wurde Frankendorf durch Höhleneinbrüche als Karsterscheinung zerstört bzw. unbewohnbar gemacht.